# 創価学会東京牧口記念会館

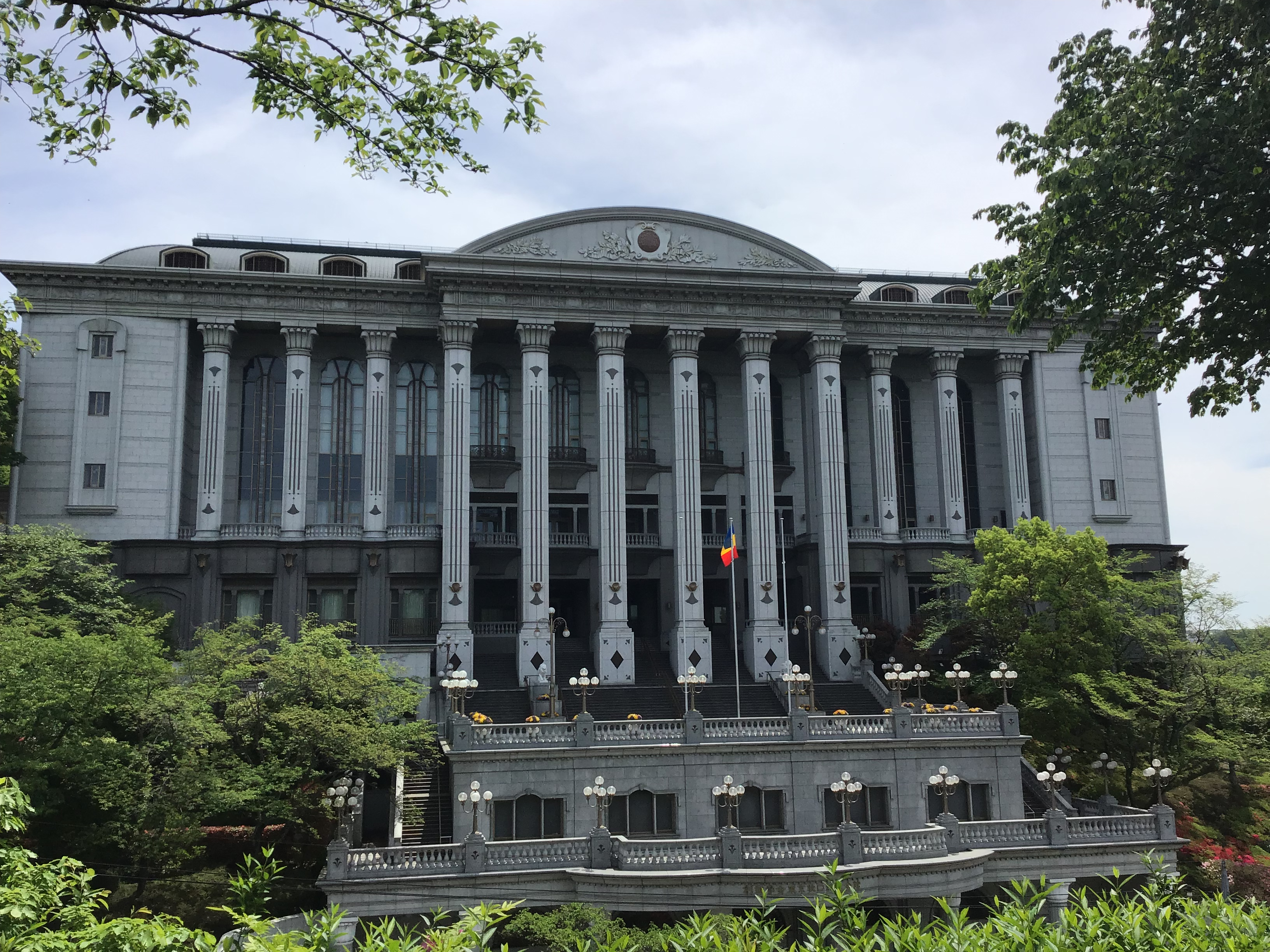
創価学会東京牧口記念会館（東京都八王子市）

創価学会東京牧口記念会館（そうかがっかい とうきょうまきぐちきねんかいかん）は、宗教法人創価学会が1993年10月24日に東京都八王子市谷野町に開館した宗教施設。同会初代会長の牧口常三郎を記念して設立された。

## 概要

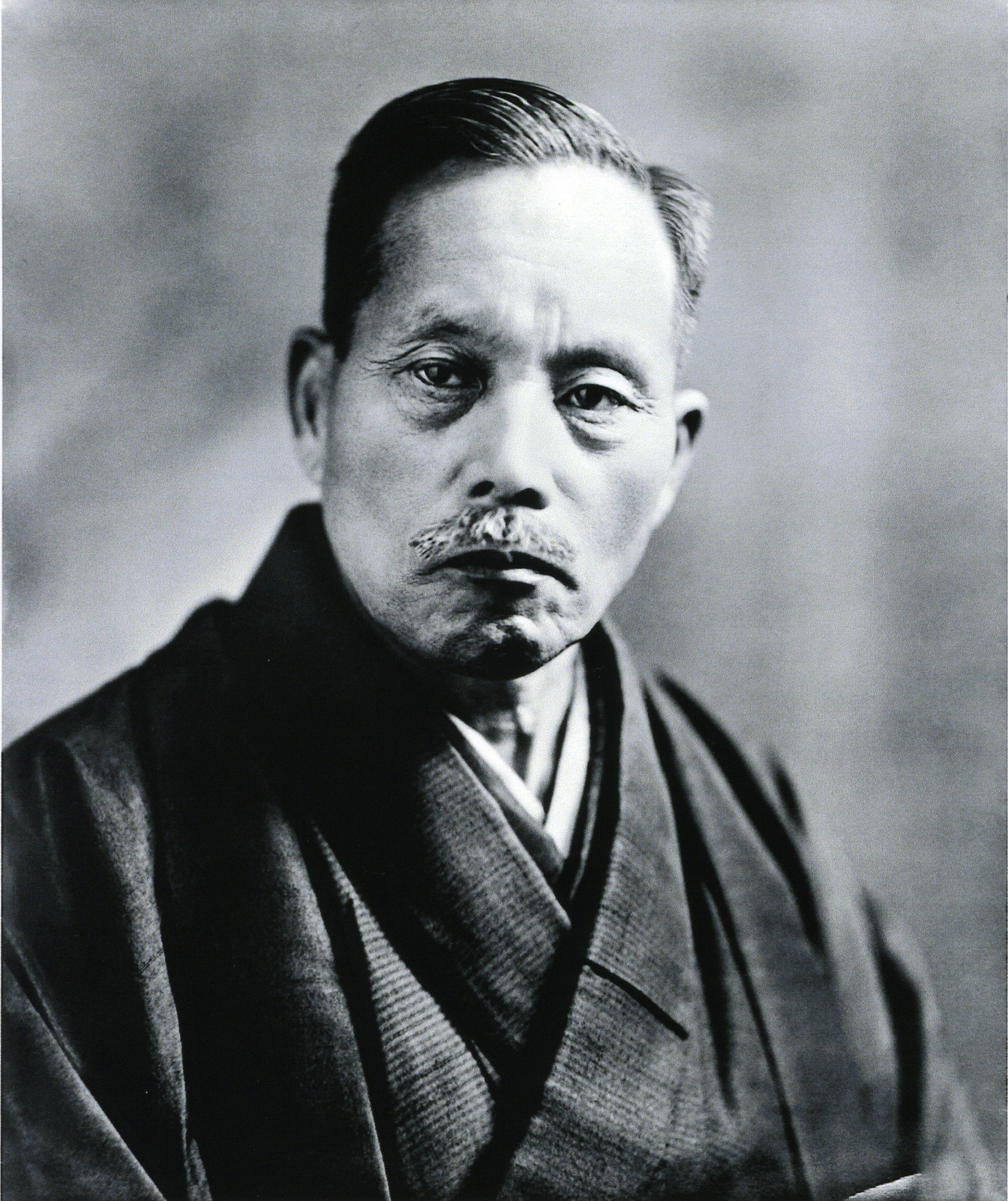
創価学会初代会長の牧口常三郎

1993年10月24日、東京牧口記念会館の開館式の折、池田大作は同施設を「広宣流布の闘士のための殿堂」「牧口先生がごとく、戸田先生がごとく死身弘法で戦う人が集う場所」「『獅子王の心』で戦う人」と規定している。一方で「学会員であっても気安く入れる場所ではない」「礼拝を拒否した礼拝所」と述べる元創価学会幹部もいるという。ジャーナリストの野田峯雄は、池田は「闘士」「獅子」を自分一人と考えているようだとして、この会館を存分に利用できる者は、獅子であり、戦う人である池田大作自身ただ一人だけであると指摘している。

## 建物
創価学会の機関紙『聖教新聞』1993年10月25日の記事によると、この建物は鉄骨コンクリート造り8階というが、野田が取材したところ、八王子市に提出された建築計画概要書では、地上3階（30.58メートル）、地下5階（94.2メートル）、延べ床面積約20,000平方メートルとなっている。写真で確認しても地上3階には見えない。野田の計算によると、道路から最上部まで125メートルの高さとなる。建築はルネサンス様式の影響を受けており、左右対称で全体の調和が重んじられている。前面には古代ギリシャのパルテノン神殿を思わせる白く太い列柱が12本並ぶ。外壁は白い大理石とタイルが張られている。縦長のガラスは一部がステンドグラスとなっており、屋根は銅板で葺かれている。総事業費は約300億円と推定されている。建物の登記簿によると所有者は創価学会である。
会館の内部には緋の絨毯が敷かれ、3階までぶち抜きのロビーが広がっている。各階に多目的ホール、事務室、法話室、大小の会議室などがあり、同時通訳システムが完備している。7階は650畳の大礼拝堂となっている。館内に安置された本尊は「大法弘通慈折広宣流布大願成就」としたためられた、「創価学会常住の御本尊」であると池田は述べている。

## 牧口記念庭園
東京牧口記念会館の裏手にある「牧口記念庭園」は、梅坪町という地名で創価学会員の地主から学会に譲られた。500本のウメの木が植えられている。また、コナラ、クヌギ、エゴノキなどの落葉樹林が広がっている。庭園を含む約17万平方メートルが創価学会の所有地である。さらに西北の仁木、谷野、加住の丘陵には、創価大学、創価女子短期大学のキャンパスが広がり、学会所有地の総面積は70〜80万平方メートルに及ぶ。この広さは東京ディズニーランド、皇居中心部に匹敵する。現在、低く見積もっても800億円の資産が構築され、その大部分が宗教法人、学校法人として税制上の保護を受けている。

## 創価学会による八王子聖地化

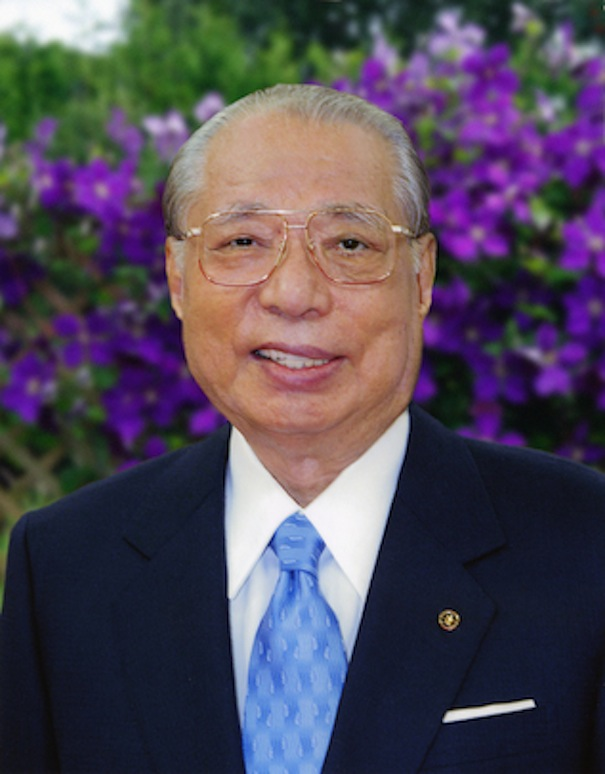
池田大作名誉会長

会館が面する谷野街道に沿って学会所有の駐車場がある。。1996年の第41回衆議院議員総選挙に自由民主党の公認候補として立候補した小林多門は「八王子を創価学会の城下町にしてはならない」をスローガンにして、公明党の高木陽介に1万票以上の差をつけて当選した。創価学会による八王子聖地化の動きに対する反発は尋常でないとされる。
1979年11月には創価学会の東南の隣接地を買い取り、そこに東京牧口記念会館を竣工させた。
モスクワ大学総長であった物理学者のアナトリー・ログノフ博士は東京牧口記念会館を訪れた際、「現代は、人間主義が欠けています。二十世紀は過酷な、無慈悲な時代だったのです。私はこの桜を見て、『本当の人間主義が、ここにある』と実感しました。」と述べたという。
また第二総東京長の石黒正司は「池田名誉会長は、東京牧口記念会館（八王子市）を『本陣』とし、地球社会の平和建設を目指し、新しき世界広宣流布の指揮を縦横に執られています。」と述べている。

## オウム真理教による池田大作サリン襲撃未遂事件
1993年11月と12月に2度、この建物の周辺でオウム真理教が猛毒のサリンを使って池田大作（創価学会名誉会長）を暗殺しようとする動きがあったが暗殺は未遂に終わった。